# Rafał Blechacz

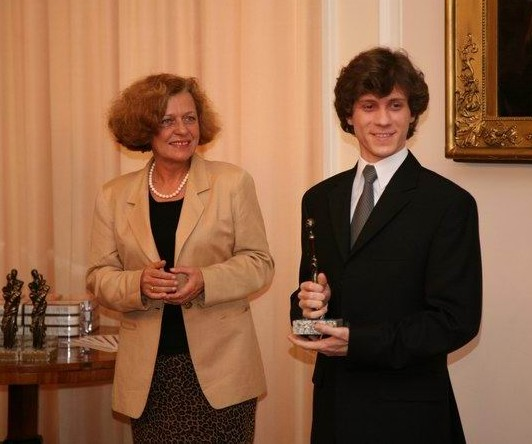
Rafał Blechacz, met links van hem toenmalig Pools staatssecretaris Ewa Junczyk-Ziomecka

Rafał Blechacz (Nakło nad Notecią, 30 juni 1985) is een Poolse pianist.
Rafał Blechacz begon op vijfjarige leeftijd met pianospelen. Hij kreeg les aan de Arthur Rubinstein-muziekschool en de muziekacademie in Bydgoszcz. Sinds 1996 doet hij mee aan internationale muziekwedstrijden waar hij uitstekende resultaten haalt, zoals een 2e plaats bij de Rubinstein in memoriam wedstrijd in 2002 in Bydgoszcz, en bij het 4e internationale pianoconcours in Hamamatsu, Japan in 2003. Op 21 oktober 2005 won Blechacz (als eerste Pool na Krystian Zimerman in 1975) het wereldberoemde Internationaal Frederick Chopin Piano Concours in Warschau. Hij won daar de vijf belangrijkste prijzen van de 15e editie van dit concours (behalve de 1e prijs ook de prijzen voor polonaise, mazurka, sonate en concert). Jurylid professor Piotr Paleczny zei dat de afstand tussen Blechacz en de overige finalisten zó groot was, dat er geen 2e prijs kon worden uitgereikt. En een ander jurylid, de gerenommeerde Ierse pianist John O'Connor, zei dat Blechacz "een van de allergrootste kunstenaars is die ik in mijn leven heb mogen ontmoeten".
Blechacz speelde reeds samen met orkesten als het London Philharmonic Orchestra, het Orchestre de Paris, Deutsches Symphonie-Orchester Berlin, het Rotterdams Philharmonisch orkest en het Detroit Symphony Orchestra.
Blechacz tekende op 29 mei 2006 een contract met het prestigieuze "gele label" Deutsche Grammophon, op welk label hij (gemeten naar de stand van oktober 2018) 7 albums heeft uitgebracht.
Nadat hij een sabbatjaar nam om zijn doctoraatsthesis te schrijven rond het thema 'de filosofie van de muziek' trad hij vanaf 2018 weer op met de hr-Sinfonieorchester en het Mozarteumorchester van Salzburg, alsook uitvoeringen met het Orchestre Symphonique van Montreal.
Zijn eerste cd voor Deutsche Grammophon, met Preludes van Chopin haalde platinum verkoopcijfers in Polen en won de Duitse Echo Klassik en de Franse Diapason D'or prijzen.
- Bibliothèque nationale de France: cb156014723 (data)
- CiNii: DA1520724X
- Gemeinsame Normdatei: 135502438
- International Standard Name Identifier: 0000 0001 1051 7490
- Library of Congress Control Number: no2006055981
- Nationale Bibliotheek van Letland: 000145111
- MusicBrainz: 76c335fd-3edc-4bea-bace-80d3e8d389df
- Nationale Bibliotheek van Tsjechië: xx0150376
- Nationale Bibliotheek van Israël: 987007456559105171
- Système universitaire de documentation: 16180859X
- Virtual International Authority File: 32318832
- WorldCat: E39PBJrRcbdbVRF6TGPH66CbBP